# Гетто в Круче (Круглянский район)
Гетто в Кру́че (Кругля́нский район) (лето 1941 — 10 октября 1941) — еврейское гетто, место принудительного переселения евреев деревни Круча Круглянского района Могилёвской области и близлежащих населённых пунктов в процессе преследования и уничтожения евреев во время оккупации территории Белоруссии войсками нацистской Германии в период Второй мировой войны.

## Оккупация Кручи и создание гетто
Деревня Круча (Филатовский сельсовет) была захвачена немецкими войсками 8 июля 1941 года, и оккупация продлилась до 29 июня 1944 года. После оккупации немцы, реализуя нацистскую программу уничтожения евреев, организовали в деревне гетто, оставив евреев жить в своих домах на центральной улице. В конце сентября — начале октября 1941 года гетто ужали до нескольких домов на улице Козлиной.

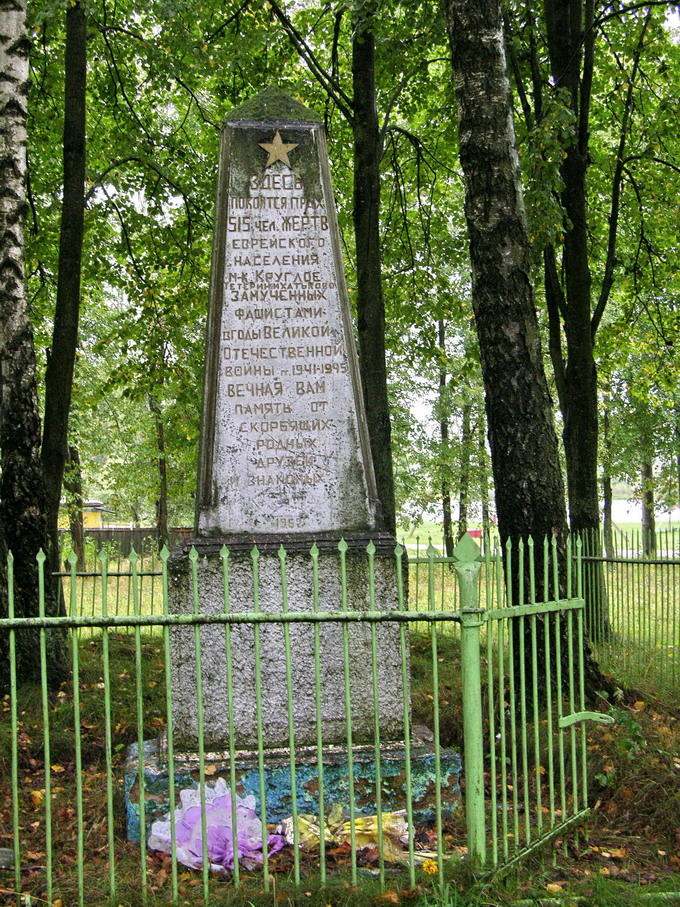
Памятник убитым евреям в Круглом, в том числе и из Кручи

## Уничтожение гетто
10 октября 1941 года всех узников гетто вывели в лес недалеко от еврейского кладбища и расстреляли в заранее вырытой яме. Несколько человек пытались убежать, но большинство поймали и убили. Во время этой «акции» (таким эвфемизмом нацисты называли организованные ими массовые убийства) были убиты примерно 150 (114) евреев.
Двое из спасшихся воевали потом в партизанском отряде.

## Память
Всего за время оккупации в Круче погибли 169 евреев. Часть из них были убиты в Круглом.
В 1968 году приезжий полковник из Ленинграда, у которого в Круче были убиты родные, установил на месте расстрела обелиск.
Опубликованы неполные списки жертв геноцида евреев в Круче.